# Надежевка (Ростовская область)
Надежевка — хутор в Тацинском районе Ростовской области.
Входит в состав Скосырского сельского поселения.
Население 515 человек.

## География

### Улицы
- ул. Дудыкина,
- ул. Заводская,
- ул. Колхозная,
- ул. Подгорная,
- ул. Пролетарская,
- ул. Речная.

## Население
| 2010 |
| ---- |
| 535  |

### Известные люди
В хуторе родился Дудыкин, Евгений Петрович — Герой Советского Союза.